# Horton cum Peel
Horton cum Peel is een civil parish in het bestuurlijke gebied Cheshire West and Chester, in het Engelse graafschap Cheshire met 15 inwoners.